# 東世津子
東 世津子（あずま せつこ、1930年〈昭和5年〉1月8日 - ）は、京都府京丹後市出身の郷土史家。

## 経歴
京都府竹野郡丹後町（現・京丹後市丹後町）間人に1930年（昭和5年）1月8日に生まれた。生家は、戦前、間人に3軒あった傘屋のひとつ「清水傘店」で、屋号を宮津屋という。祖父の代までは隣村の竹野（たかの）で造り酒屋を営んでいたが、あるとき蔵をたたんで間人の岡成地区に転居し、世津子の父が宮津市内の傘屋で修業し、和傘や提灯の製造販売を始めた。
1944年（昭和19年）に14才で舞鶴女学院に入学。当時は戦時中であったため、授業は行われず、学徒動員により軍服縫工所で働いた。おもにポケットの型板にそって縫代を折りまげ、はりつけやすいようアイロンをかける仕事だった。50人ほどがずらりと並んで流れ作業で働いており、厳しいノルマが課せられていた。機械の故障で作業ができなくなっても成績は下がり、誤って動力ミシンで手を縫い流血しても、けがを手当てするよりも前に不注意を厳しく咎められた。緊張と工場の熱気にあてられて失神したこともあったという。
当時の生活は、配給食が少ないのが一番困ったとふりかえる。空腹で神経が分裂しそうになり、他人のものに手を出してはいけないと自らを戒めつつも、友人に差し入れられたパンのうす皮をめくりかけてハッと我に返った時の羞恥と飢えの苦しさは生涯忘れられないと語る。毎日海で魚や貝を獲って食料の足しにした。
ひそかな楽しみは、自宅通勤していた先生が、個人的に貸してくれた徒然草や土佐日記・伊勢物語などの古典や文学全集を読み、わからないところは教えてもらえたことだったという。イプセンの『人形の家』を読んで新しい女の生き方を求めてゆく大人の世界を垣間みるなど、読書によって物語のなかに束の間でも陶酔できたのは幸せだったという。後年、インタビューを受けるたびに、戦争のために「人生の一番大切な時に勉強ができなかった」、「勉強を強要されないのは気楽でしたが、ものを知らなくて」と振り返っている。
戦後、学校を出た後は郵便局に勤め、入団した青年団で、後に夫となる東理代吉と出会う。青年団長だった理代吉が世津子に町を良くする手立てを語るうちに結婚話が浮上、世津子が20歳の折に結婚した。GHQの統治下にあった当時、レッドパージによって夫妻は失職し、理代吉が26才で書店創業を決意し、世津子はそれを支えることとなった。店舗用として親戚から荷車置き場を借り、祖父からの支援金3000円でノートと画用紙を揃えて間人に書店を開業、夫婦2人で自転車で営業にまわる日々がスタートした。1950年（昭和25年）のことである。当初は並べる本もなく、知人が「格好がつくから」と寄付してくれた蔵書を店頭に飾った。最初の客は近所の住民で、文芸誌を注文してくれたという。開業後数カ月は、問屋との直接取引がなかったため、世津子は本の注文を受けるたびに身重の身をおして自転車で中郡峰山町の書店まで走り、購入した本をそのまま販売して「書店」の看板を守った。のちに、叔父の縁により宮津市の書店の分店扱いとして問屋から商品が卸される小売店となり、のちに独立した。夫婦二人三脚で働きながら、4人の子を産み育てた。
2018年（平成30年）には突風にあおられて転倒、脳内出血と左手複雑骨折を患い、2カ月半入院したがベッド上で仕事をし、介護が必要になることもなかった。2020年時点で夫婦ともに90代の営業マンであり、店は四男に譲っているものの、次男の運転で配達作業や、昼過ぎから20時頃までの営業や、帳簿をつけるなどの書店経営を行っている。2019年（令和元年）には、京都府立医科大学で医学生や看護学生らを対象に地域医療教育推進事業の一環として講演を行っている。
京丹後市は100歳を超える人口の割合が全国平均の3倍にのぼる長寿の土地として知られ、2014年（平成26年）6月1日時点で100才以上の市民が65名、人口10万人あたりの100才人口の割合は全国平均46.21人を大きく上回り、99.29人となっている。代表的な長寿の人物に、2019年時点で男性の世界最高齢としてギネスにも認定された木村次郎右衛門（2013年に116歳で没）などがいる。東夫妻は健康長寿な京丹後市民の代表例として、2019年頃からたびたび雑誌やメディアでその暮らしぶりを紹介された。

## 活動
戦後、戦争によりまともに教育を受けることができなかった世津子は、新聞で戦争を風化させてはならないと書かれた記事を印象強く覚えているという。また、丹後地方では丹後ちりめんの好況により、女性は机に向かって学ぶことよりも機に向かうことを求められる時代にあり、機業で働く女性の労働時間は一般商店の主婦に比べて1.8倍にも及んだ。1998年（平成10年）、世津子は、数名の仲間とともに3年余りの歳月を投じて調査しまとめあげた『丹後のはた音』の巻頭文のなかで、明治生まれの母が弟の子守をしながら小学校に入学し、幼子がむずがるので教室にいることができず2年生で中退したことや13歳で機屋奉公に出たことにふれ、全国1の生産地となった丹後ちりめんの発展の礎を築いた人々の人生の重さ、その時代の女の哀しさを「証言史」として書き残すにいたった決意について述べている。
地域のふつうの人々のふつうの暮らしを採集し、地域の歴史や文化を伝承することをライフワークとする。1996年（平成8年）には丹後町婦人会において学んだ郷土史について、「丹後町いろはかるた」としてまとめ、丹後町合併40周年記念として開催された文化祭において出展した。このかるたは、新聞各紙で取り上げられ、その後書籍として刊行するにいたった。1997年（平成9年）には廃村となった京丹後市丹後町の小脇村について詳細な調査結果や解説を付記した絵本を執筆、出版した。
また、書店のそばにある京丹後市立間人小学校では、2017年（平成29年）より2分の1成人式を行っており、この行事では世津子が代表を務める「丹後ちりめんの文化と歴史を学習し体験する会」により、丹後ちりめんの着付けが行われている。この活動は、子どもたちに地元の文化と歴史を大切にしてもらおうと企画したもので、丹後ちりめんの着物は全て自費で用意したという。

### 出版物

#### 戦争中のくらし―たいざの女
太平洋戦争の記憶も薄らいできた30年余り後の1978年（昭和53年）、新聞で戦争風化を憂う記事を読み、間人の女たちがどんな思いで暮らしてきたかを若い世代に伝え残す責任を感じたことから、仲間を募り、世津子をはじめ12名の間人の女性が編集委員となって、出版したのが『戦争中のくらし―たいざの女』である。約1年をかけて1979年（昭和54年）当時の間人の全954戸3562人の住民と、太平洋戦争戦没者150名の遺族に呼びかけ、うち53人分の戦争体験記を収集してまとめた。学業に打ち込めなかった時代の女性のなかには読み書きができない人もいたので、一部は編集委員の聞き書きによる。刊行にあたっては、元町長・蒲田の名で奨励金も投じられた。

#### 丹後のはた音
丹後地域の主要産業である丹後ちりめんに代表される絹織物業は、いまなお生産量日本1位であるものの、明治期から昭和初期にかけての全盛期に比べて大きく規模を縮小し、21世紀においては斜陽産業とみなされる。その盛衰の陰にある人々のくらしが忘れ去られることを憂いた世津子は、「丹後のはた音編集グループ」を結成。竹野郡丹後町・弥栄町・網野町・与謝郡与謝野町の各町の現場を取材し、『丹後のはた音：織物産業を支えた人たちの記録』という記録集として出版した。旧丹後町の婦人会を中心とし、明治末から昭和初期を生きた女性の「自分史」であるとともに、丹後機業のあゆみや丹後ちりめんそのものについて、写真や図解を多用してわかりやすく解説した1冊となっている。世津子自身は機屋の育ちではないため、機女の苦しみを知らない。そのかわりに、本書においては「丹後機業に光を求めて」と題し、この伝統産業を守るべく独創的な努力を続ける民谷螺鈿や田勇機業など10社以上を訪ね歩いた取材記録を執筆している。
享保年間に創織された丹後ちりめんは、明治期に海外にも進出し、隆盛を極める。しかし、文書に残される機屋の名は男性名のみが知られるものの、実際に機業を支えたのは家庭内における女性や子供の労働力であった。その生の声を記録した文書はそれまでほとんど存在せず、『丹後のはた音』はのちの研究者にとっても貴重な基礎資料のひとつとなっている。

#### 小脇の子安地蔵さん
1996年（平成9年）秋、丹後町教育委員会主催の「絵本づくり講座」を受講した。そこで出会った小脇村出身の織戸昭徳に指導を受けながら、小脇の子安地蔵の伝説を絵本としてまとめたのが、『小脇の子安地蔵さん』である。丹後町上宇川の小脇は、明治21年の時点で16戸で構成された山間の小さな集落である。1963年（昭和38年）の三八豪雪を機に離村がすすみ、1981年（昭和46年）頃には1戸のみとなり、1989年（平成元年）ついに廃村となった。
「小脇の子安地蔵さん」は、雪崩から村民を救った言い伝えをもつ小脇村の高禅寺の本尊である。廃村後の1994年（平成5年）に跡地に建てられた「小脇乃里由来碑」にもその姿が彫り込まれている。本書は、村の守神として大切にされてきた地蔵を通してかつての集落の四季折々のくらしから豪雪被害により村から人々が去り廃村となるまでの郷愁を、水墨画の描写とともに綴っている。絵は織戸が担当した。執筆にあたり、世津子は小脇地区の出身者約10名を訪ね歩き、小脇での生活などについて丹念な取材を行い、その取材記録も、小脇の歴史と丹後地方における離村・廃村の記録とともに巻末にまとめた

#### 京丹後市いろは歌都多
1996年（平成8年）に世津子らが出版した『丹後町いろはかるた』は、大きな反響を呼んだ。丹後地方の郷土カルタは、1993年（平成5年）に峰山町教育委員会が「峰山いろはカルタ」を作成していたが、他の5町では制作されていなかった。2004年（平成16年）の6町合併による京丹後市誕生を受けて、世津子ら有志13名は2006年（平成18年）1月に「京丹後市いろは歌留多をつくろう会」を結成した。京丹後市弥栄町の郷土史家である芦田行雄を代表として、京丹後市の各町の歴史文化や伝統芸能や自然や動植物、食文化などの多彩な内容を採り入れ、約2年間をかけて制作・出版したのが、『京丹後いろは歌留多』である。他町への理解を深めることもねらい、各町のバランスにも配慮した。「いろは」の47首に京丹後市の「京」1首を加えた48首を、世津子ほか会員が手分けして詠んだものである。
正確な伝承のため、カルタ1枚ずつに平易な文体による解説を付け、すべての漢字にフリガナを付記し、詠まれた題材の土地の場所を丹後半島の地図で可視化した。挿絵は、絵心のある市民17名が担った。世津子は「口ずさみながら楽しく見聞を広めてほしい」と伝承に寄せる想いを語り、書店業という立場を活かして販売や広報を続けている。

## 食生活
書店営業をこなせる健康維持のため、「まごわやさしい」食生活に留意している。「まごわやさしい」とは、「豆」「ごま」「板わかめ」「野菜」「魚」「しいたけ」「芋」を意味し、伝統的に間人で食されてきた7種の食材であり、世津子は毎日の食事にこの7種の食材を全て採り入れた食事を作っているという。
京丹後市の長寿は、風土に根差した食生活に要因があるのではないかとして、2013年（平成25年）には100歳以上で在宅で生活する京丹後市民37人に訪問聞き取り調査を行われた。料理研究家の坂本廣子の分析によると、幼少期から地元の魚や藻類、多種類の豆、種実類、山菜類の摂取が多い「まごわやさしい」食生活が共通している。京丹後市民の健康長寿傾向については、京都府立医科大学でも2017年（平成29年）から「京丹後長寿コホート研究」がおこなわれている。

### 新聞
- 塩田敏夫 (2019年2月18日). “丹後ちりめんで感謝 京丹後 23人、二分の一成人式”. 毎日新聞:  p. 24
- “京丹後・間人小で「二分の一成人式」 10歳児童が夢を披露”. 産経新聞. (2019年2月18日)
- 塩田敏夫 (2017年2月20日). “10歳・将来の夢語る 地域の女性 着物姿演出 京丹後・間人小/京都”. 毎日新聞
- “かるたで知って京丹後「いろは歌留多」市民が出版”. 朝日新聞. (2007年10月24日)
- 堤冬樹 (2007年11月7日). “京丹後の魅力 歌に込め”. 京都新聞

### 雑誌
- 「京丹後市のご長寿さんの暮らしに密着しました!」『女性自身 2月25日号』第63巻第6号、光文社、2020年2月10日、72-73頁。
- わやだわや編集部『“間人に生まれ育ったひとりの女性の物語”もりもりvol.84』中川印刷、2018年3月

### WEB
- 京丹後市. “市政要覧 2016 "わ"ごころ輝くまち京丹後”.   京丹後市. 2020年2月29日閲覧。
- TBS. “「この差って何ですか？」 2019年6月4日（火）放送”.   TBS. 2020年3月6日閲覧。